# A Boss and a Babe
A Boss and a Babe (tiếng Thái: ชอกะเชร์คู่กันต์; RTGS: Cho Ka Che Khu Kan) là một bộ phim truyền hình Thái Lan phát sóng năm 2023 với sự tham gia của Jiratchapong Srisang (Force) và Kasidet Plookphol (Book), đánh dấu lần tái hợp thứ hai của 2 nam diễn viên trên màn ảnh nhỏ, sau Enchanté (2022). Bộ phim dựa trên bộ tiểu thuyết คบวันนี้เลิกกันปีใหม่ của Brave2Y.
Bộ phim được đạo diễn bởi Siwaj Sawatmaneekul và sản xuất bởi GMMTV cùng với Studio Wabi Sabi. Đây là một trong 19 dự án phim truyền hình cho năm 2023 được GMMTV giới thiệu trong sự kiện "GMMTV 2023 Diversely Yours," vào ngày 22 tháng 11 năm 2022. Bộ phim được phát sóng vào lúc 20:30 (ICT), thứ Sáu trên GMM 25 và có mặt trên nền tảng trực tuyến Viu vào 22:30 (ICT) cùng ngày, bắt đầu từ ngày 3 tháng 3 năm 2023. Bộ phim kết thúc vào ngày 19 tháng 5 năm 2023.

## Diễn viên

### Diễn viên chính
- Jiratchapong Srisang (Force) vai Gun
- Kasidet Plookphol (Book) vai Cher

### Diễn viên phụ
- Pusit Dittapisit (Fluke) vai Three
- Thiphakorn Thitathan (Ohm) vai Zo
- Chinnarat Siriphongchawalit (Mike) vai Jack
- Thinnaphan Tantui (Thor) vai Porsche
- Sattabut Laedeke (Drake) vai Thyme
- Leo Saussay vai Tubtab
- Bhobdhama Hansa (Java) vai Thoop
- Bhasidi Petchsutee (Lookjun) vai Tian
- Yardpirun Poolun vai Aoi

### Khách mời
- Patsit Permpoonsavat (Yatch) vai Barista (Tập 1, 7, 8, 11)
- Benja Singkharawat (Yangyi) vai mẹ của Gun (Tập 9, 10, 11, 12)

## Nhạc phim
| Tên bài hát                                   | Thể hiện                        | Ref.  |
| --------------------------------------------- | ------------------------------- | ----- |
| มีเธอนี่แหละดี (My Luck) (Mi Thoe Ni Lae Di)      | Kasidet Plookphol (Book)        | [ 4 ] |
| แค่คนตัวเล็กๆ (Selfless) (Khae Khon Tua Lek Lek) | Thanawin Teeraphosukarn (Louis) | [ 5 ] |

## Giải thưởng và đề cử
| Năm  | Giải thưởng          | Hạng mục        | Nhân vật/Tác phẩm được đề cử | Kết quả   | Ref.  |
| ---- | -------------------- | --------------- | ---------------------------- | --------- | ----- |
| 2023 | Asia Top Awards 2023 | Rising Y Series | A Boss and a Babe            | Đoạt giải | [ 6 ] |